# Panchrysia pantheon
Panchrysia pantheon är en fjärilsart som beskrevs av Zoltan Varga och Ronkay 1984. Panchrysia pantheon ingår i släktet Panchrysia och familjen nattflyn. Inga underarter finns listade i Catalogue of Life.